# Sasebo kaigun kókútai
Sasebo kaigun kókútai (佐世保海軍航空隊), Sasebo kókútai (佐世保航空隊), či Sasebo kú (佐世保空), neboli Sasebská (námořní) letecká skupina/pluk, byla kókútai japonského císařského námořního letectva. Byla zformována 12. září 1920 v Sasebu jako druhá kókútai císařského námořního letectva (po Jokosuka kaigun kókútai), ovšem operační způsobilosti dosáhla jako první. Byla vybavena hlavně hydroplány a podléhala Sasebo čindžufu (佐世保鎮守府 ~ sasebská námořní základna).
Jako jedna z prvních kókútai měla velký význam pro výcvik pilotů mladého námořního letectva (jedním z absolventů byl i Micuo Fučida). Během druhé světové války se podílela hlavně na leteckém hlídkování v domácích vodách, ale koncem války zasáhla i do bojů proti postupujícím Spojencům. Dne 15. prosince 1944 byla přejmenována na Kaigun kókútai 951 (第九五一海軍航空隊) a po japonské kapitulaci rozpuštěna.

## Historie a nasazení
V rozpočtovém roce 1916 získalo císařské námořnictvo finanční prostředky na vybudování prvních tří kókútai. Druhou z nich byla 12. září 1920 v Sasebu zformovaná Sasebo kókútai. K 1. listopadu 1920 měla ve svém stavu dvanáct plovákových hydroplánů Jokosuka Ro-gó Kó-gata a šest létajících člunů Felixstowe F.5. Z počátku jednotka používala pouze hydroplány, ale již během dvacátých let bylo na pevnině zbudováno letiště a jednotka začala používat i pozemní letouny.
Dne 1. dubna 1924 byla ze Sasebo kú vyčleněna jednotka hydroplánů, která se později stala základem nové Kure kaigun kókútai.
Dne 4. května 1943 napadly americké bombardéry B-24 od 14th AF cíle na Chaj-nanu. Sasebo kú proto odeslala devět stíhaček A6M2 do San-ja na jihu Chaj-nanu, kam dorazily 12. května. Tato odloučená jednotka pak 1. října posloužila jako základ nově zformované Kaigun kókútai 254.

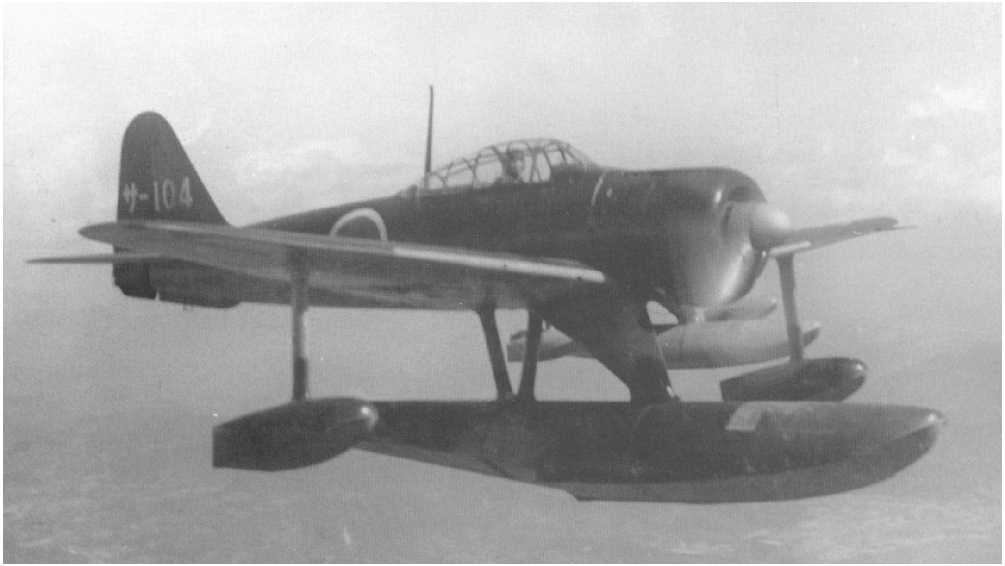
A6M2-N („Rufe“) サ-104

Dne 22. června 1944 (nebo krátce poté) bylo deset A6M2-N („Rufe“) odesláno na Čičidžimu. Skupině velel hikó heisóčó (飛行兵曹長 ~ praporčík) San'iči Hirano. Když se nad ránem 4. července Čičidžima stala cílem pro Mitscherovu TF-58, vyslala Hiranova jednotka devět (podle Hata & Izawa & Shores) či všech deset (podle Cea) A6M2-N proti Američanům. V následujícím souboji s F6F-3N Hellcaty od VF(N)-76 z USS Hornet (a možná i dalšími jednotkami) si džótó hikó heisó (上等飛行兵曹) Terujuki Naoi nárokoval sestřelení jednoho Hellcatu a poškození dalších dvou. Ve skutečnosti Američané nepřišli o žádný stroj (pouze LTJG Fred L. Dungan byl zraněn) a naopak si Američané nárokovali (nejméně) osm zničených Japonců. Podle Cea se nevrátilo šest A6M2-N, zatímco podle Hata & Izawa & Shores přišla Sasebo kú v tomto souboji pouze o čtyři A6M2-N. Zbývající letouny Hiranovy jednotky byly ale zničeny při následujících náletech a přeživší piloti se vrátili z Čičidžimy zpět do Japonska.
Dne 1. srpna 1944 byla ze Sasebo kú vyčleněna stíhací Kókútai 352.
Dne 15. prosince byla Sasebo kú přejmenována na Kókútai 951, do které byly k témuž dni sloučeny Kókútai 256 (domovská základna u Šanghaje), Kaigun kókútai 453 (ex Sakumo kú; domovská základna v Ibusuki), Činkai kú, Maizuru kú a Okinawa kú.
Z Čou-šanu operující a detektorem magnetických anomálií vybavené E13A1 a Q1W1 objevily 15. dubna 1945 u Čou-šanu ponorku, na kterou zaútočily hlubinnými pumami. Na ponorku poté ještě zaútočily přivolané kaibókany Okinawa, č. 8 a č. 32. Je možné, že olejová skvrna, která se po dvouhodinovém pronásledování objevila na hladině, znamenala konec ponorky USS Snook (SS-279), která se nevrátila ze své deváté mise.

## Označování letounůSasebo kaigun kókútai
Letouny Sasebo kókútai nesly postupně jako prefix kódového označení následující kódy:
- S ve dvacátých letech[15]
- サ (katakanou psané „sa“) přibližně od třicátých let
- サ951 po přeznačení na Kókútai 951 (přičemž „951“ bylo umístěno pod „サ“, jak ukazuje fotografie F1M サ951-10)[16]

## LetadlaSasebo kókútai

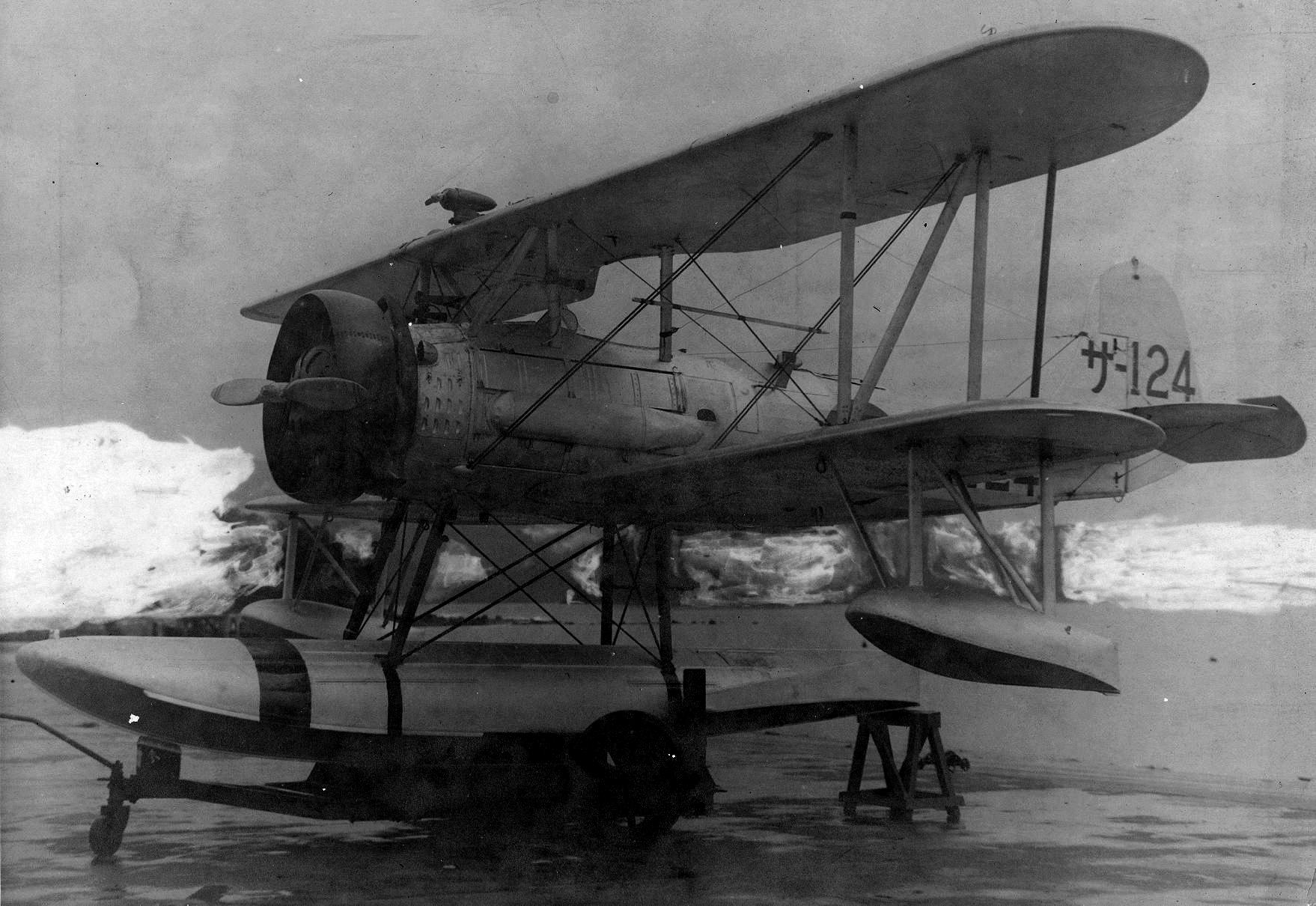
Nakadžima E4N2 サ-124

K 8. prosinci 1941 (útok na Pearl Harbor) disponovala Sasebo kókútai celkem 37 letadly:
- 16 palubních stíhacích A5M4[17]
- 6 průzkumných hydroplánů E13A1[17]
- 15 létajících člunů H6K4.[17]

Během druhé světové války v Tichomoří používala Sasebo kókútai dále tyto typy:
- Micubiši A6M
- Nakadžima A6M2-N
- Kawaniši N1K1 Kjófú
- Micubiši F1M[16]
- Micubiši G3M
- Nakadžima B5N
- Kjúšú Q1W Tókai
- Nakadžima B6N Tenzan